# Max Wykes-Joyce
Max Wykes-Joyce (* 1924 in Worcestershire; † 2002) war ein britischer Literaturkritiker.

## Biografie
Im Zweiten Weltkrieg diente Wykes-Joyce in der Royal Air Force. Er war Mitglied der International Association of Art Critics und arbeitete als Kunstkritiker für die International Herald Tribune von 1967 bis 1987. Zudem wurde er in die Academia Italia delle Arti aufgenommen und erhielt von ihr die Goldmedaille.
Wykes-Joyce verfasste mehrere Bücher über die Kunst.

## Schriften (Auswahl)
- Triad of genius. Part I, Edith and Osbert Sitwell. Peter Owen LTD, 1953.
- 7000 years of pottery and porcelain. Philosophical Library, 1958.
- Cosmetics and adornment: Ancient and contemporary usage. Owen, 1961.
- Art in Israel. Mit einer Einführung von Benjamin Tammuz. WH Allen, 1966.
- Knut Steen Floating Gravity Recent Sculptures and Graphics. Leinster Fine Art & Leicestershire Museums, 1985.
- Basil Alkazzi - new seasons: Recent works 1989 - 1993. Izumi, 1993. ISBN 1-89846-700-5
- British Art Now - A Personal View. Zusammen mit Edward Lucie-Smith und Zsuzsi Roboz, Art Books International, 1993. ISBN 1-87404-403-1
- Charlotte Kell, 1944-2006: Collages, Art Boxes and Sculpture. Mailer Press, 2007. ISBN 0-95554-591-9